# Tobias Wunganayi Chiginya
Tobias Wunganayi Chiginya (* 5. März 1935 in Hama, Südrhodesien; † 14. Januar 1987) war ein simbabwischer römisch-katholischer Geistlicher und Bischof von Gweru.

## Leben
Tobias Wunganayi Chiginya empfing am 28. August 1966 das Sakrament der Priesterweihe für das Bistum Gwelo.
Am 3. Februar 1977 ernannte ihn Papst Paul VI. zum Bischof von Gwelo (später: Gweru). Der emeritierte Bischof von Gwelo, Aloysius Haene SMB, spendete ihm am 30. April desselben Jahres im Mkoba Stadium in Gweru die Bischofsweihe; Mitkonsekratoren waren der Erzbischof von Salisbury, Patrick Fani Chakaipa, und der Bischof von Bulawayo, Ernst Heinrich Karlen CMM. Von 1984 bis 1987 fungierte er zudem als Präsident der Simbabwischen Bischofskonferenz.